# Buddy Holly
Charles Hardin Holley (7 tháng 9 năm 1936 – 3 tháng 2 năm 1959), được biết tới nhiều nhất với nghệ danh Buddy Holly, là một ca sĩ - nhạc sĩ chơi đa nhạc cụ và là một trong những người khai sinh ra nhạc rock and roll. Những đóng góp của ông chỉ được thực sự đánh giá cao sau vụ tai nạn máy bay thảm khốc khiến ông qua đời, với những lời phê bình ấn tượng như của Bruce Eder "người đem tới sức sáng tạo lớn nhất cho thời kỳ đầu của rock and roll". Ảnh hưởng Holly có tác động mạnh mẽ tới những hậu bối sau này, trong đó có cả The Beatles, Elvis Costello, The Rolling Stones, Don McLean, Bob Dylan, Steve Winwood, Eric Clapton và có vai trò lớn hơn nữa với làn sóng nhạc pop sau này. Holly nằm trong nhóm những nghệ sĩ đầu tiên được đề cử tại Đại sảnh Danh vọng Rock and Roll vào năm 1986. Năm 2004, tạp chí Rolling Stone bình chọn ông ở vị trí số 13 trong danh sách "100 nghệ sĩ vĩ đại nhất". Tiểu hành tinh 16155 Buddy phát hiện vào năm 2000 được đặt theo tên ông.